# Hohen Viecheln
Hohen Viecheln ist eine Gemeinde im Landkreis Nordwestmecklenburg in Mecklenburg-Vorpommern (Deutschland). Die Gemeinde wird vom Amt Dorf Mecklenburg-Bad Kleinen mit Sitz in der Gemeinde Dorf Mecklenburg verwaltet.

## Geografie
Die Gemeinde liegt am Ufer der Nordspitze des Schweriner Sees und etwa 15 Kilometer südlich von Wismar. Zu Hohen Viecheln gehören die Ortsteile Hädchenshof, Moltow und Neu Viecheln.
Umgeben wird Hohen Viecheln von den Nachbargemeinden Lübow im Nordosten, Ventschow und Jesendorf im Osten, Dobin am See im Süden, Lübstorf (Seegrenze) und Bad Kleinen im Südwesten sowie Dorf Mecklenburg im Nordwesten.

## Geschichte

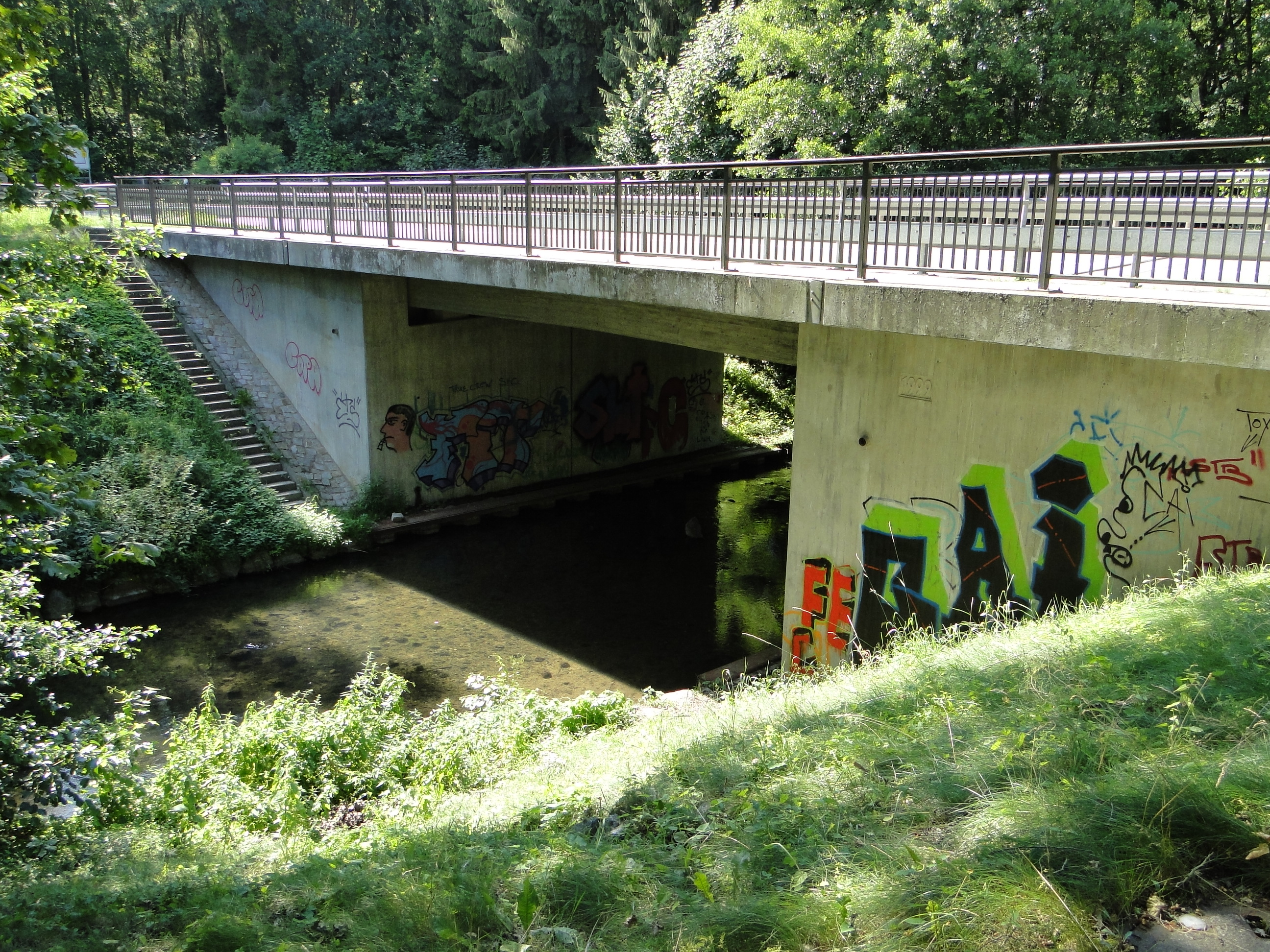
Brücke über den Wallensteingraben

Der Wohnplatz Hohen Viecheln ist ein wichtiger Fundort der Mittelsteinzeit. In den nahezu ungestörten Schichten wurde reiches Fundmaterial der Maglemose-Kultur geborgen. Ernährungsgrundlage war die Jagd. Der Fischfang spielte eine gewisse Rolle. Das Einsammeln von Früchten, essbaren Pflanzenteilen und Kleingetier ergänzte den Speiseplan.
In geschichtlicher Zeit war in Hohen Viecheln bereits im Jahr 1178 ein Kirchspiel vorhanden. Ein Priester Simon wird als erster (vor Cramon und Kirch Stück) in einer Liste von Personen genannt, die in Dargun eine Urkunde bezeugten. Der damalige Ortsname Viecheln (Vichel) leitet sich eventuell von einem slawischen Personennamen ab, etwa „Ort des Vich“.
Um 1310/20 wurde die Kirche im Stil der Backsteingotik errichtet.
Zwischen Hohen Viecheln und Bad Kleinen beginnt der Wallensteingraben, auch früher Viechelner Fahrt genannt, der den Schweriner See mit der Ostsee verbindet. Er wurde von 1577 bis 1582 unter Herzog Johann Albrecht I. erbaut.
Der Namenszusatz „Hohen“ erfolgte erst im 18. Jahrhundert, als auf der Feldmark ein weiterer Hof entstand, damals Neuhof, später Neu Viecheln, der dem Dorf zur Unterscheidung den Namen „Hohen Viecheln“ einbrachte.
In der Gemeinde besteht eine Erbfischerei mit einer über 300-jährigen Familientradition.
In den letzten Jahren sind in Hohen Viecheln zahlreiche Eigenheime entstanden.

## Politik

### Gemeindevertretung und Bürgermeister
Der Gemeinderat besteht (inkl. Bürgermeister) aus 8 Mitgliedern. Die Wahl zum Gemeinderat am 26. Mai 2019 hatte folgende Ergebnisse:
| Partei/Bewerber             | Prozent | Sitze |
| --------------------------- | ------- | ----- |
| Freie Wähler Hohen Viecheln | 86,34   | 7     |
| CDU                         | 9,01    | 1     |

Bürgermeister der Gemeinde ist Lothar Glöde, er wurde mit 91,45 % der Stimmen gewählt.

### Wappen, Flagge, Dienstsiegel
Die Gemeinde verfügt über kein amtlich genehmigtes Hoheitszeichen, weder Wappen noch Flagge. Als Dienstsiegel wird das kleine Landessiegel mit dem Wappenbild des Landesteils Mecklenburg geführt. Es zeigt einen hersehenden Stierkopf mit abgerissenem Halsfell und Krone und der Umschrift GEMEINDE HOHEN VIECHELN • LANDKREIS NORDWESTMECKLENBURG

## Sehenswürdigkeiten

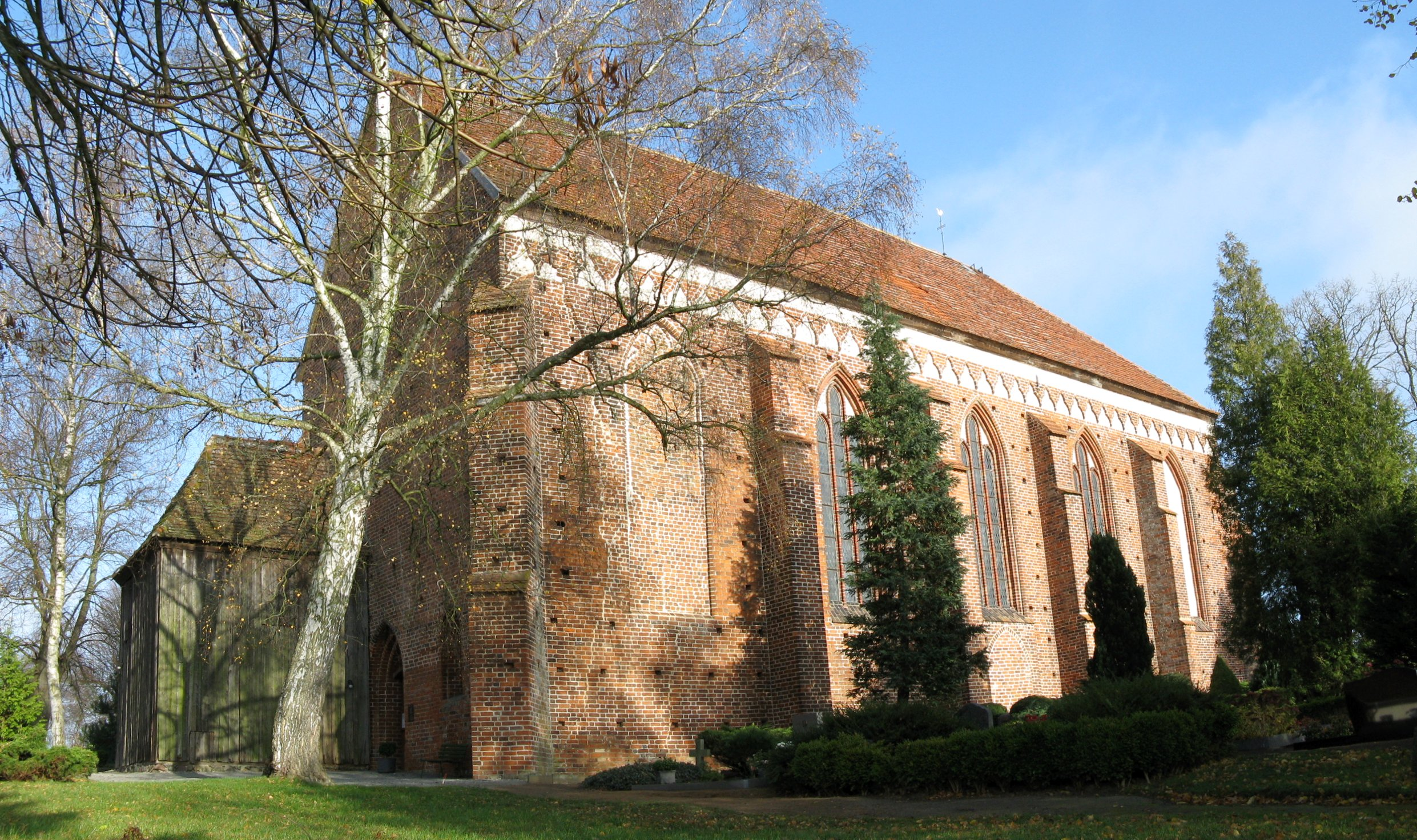
Dorfkirche in Hohen Viecheln

## Verkehr
Hohen Viecheln liegt in Reichweite der Ostseeautobahn A 20 sowie der  A 14. Vom Nachbarort Bad Kleinen bestehen zahlreiche Bahnverbindungen nach Schwerin, Rostock, Hamburg, Lübeck und Wismar. Die Bahnstrecke Bad Kleinen–Rostock verläuft ohne Halt durch Hohen Viecheln.

## Persönlichkeiten
- Günther Rex (1932–2023), Reichsbahnoberrat, Oberdispatcher der Reichsbahndirektion Schwerin